# شیلان ویجو، شیلی
شیلان ویجو، شیلی (به اسپانیایی: Chillán Viejo) یک سکونتگاه مسکونی در شیلی است که در استان نوبل واقع شده‌است.

## خصوصیات
شیلان ویجو ۲۹۱٫۸ کیلومترمربع مساحت و ۲۸٬۷۳۵ نفر جمعیت دارد و ۱۲۴ متر بالاتر از سطح دریا واقع شده‌است.